# Ander Barrenetxea
Ander Barrenetxea Muguruza (* 27. Dezember 2001 in San Sebastián) ist ein spanischer Fußballspieler. Seit 2018 spielt er für Real Sociedad in der Primera División.

## Karriere
Ander Barrenetxea kam in Donostia-San Sebastián, der drittgrößten Stadt im spanischen Teil des Baskenlandes, auf die Welt und trat als Kind in seiner Geburtsstadt Antiguoko Kirol Elkartea, einem Stadtteilverein, bei, bevor er in das Nachwuchsleistungszentrum von Real Sociedad, dem größten Verein in Donostia-San Sebastian, wechselte. Am 21. Dezember 2018 debütierte er in der La Liga, als er bei der 0:1-Heimniederlage am 17. Spieltag im Nachbarschaftsduell gegen Deportivo Alavés in der 85. Minute für Juanmi eingewechselt wurde. Ab dem 32. Spieltag kam Barrenetxea bis zum Saisonende in jeder Partie zum Einsatz, dabei stand er in fünf Partien als Linksaußenstürmer in der Startelf und erzielte beim 3:1-Heimsieg am vorletzten Spieltag gegen Real Madrid mit dem Treffer zum Endstand sein erstes Tor für die Profimannschaft in einem Punktspiel. In der Folgesaison kam er auch verletzungsbedingt nicht regelmäßig zum Einsatz, so hatte er in der Liga in lediglich 17 Partien spielen können. Besser lief es in der Copa del Rey, die Ander Barrenetxea mit Real Sociedad gewinnen konnte und dabei mit Ausnahme des Halbfinalhinspiels gegen den Zweitligisten CD Mirandés in jeder Partie zum Einsatz kam; das Finale gegen den baskischen Nachbarn Athletic Bilbao wurde aufgrund der COVID-19-Pandemie allerdings erst am 4. April 2021 ausgetragen. In der Saison 2020/21 war Barrenetxea Stammspieler und traf in wettbewerbsübergreifend 40 Spielen dreimal.

### Nationalmannschaft
Barrenetxea spielte zwischen November 2018 und Februar 2019 insgesamt siebenmal für die spanische U18-Nationalmannschaft. Mit der U19-Mannschaft spielte er insgesamt fünfmal und gewann die U19-Europameisterschaft 2019, bei der er persönlich auf vier Einsätze kam.
Von 2020 bis 2023 gehörte er der U21-Nationalmannschaft an und nahm mit ihr an den U21-Europameisterschaften 2021 und 2023 teil. Während des Turniers 2021, das auf zwei Spielphasen aufgeteilt war, kam er im März in einem der Gruppenspiele zum Einsatz, gehörte bei der Finalrunde später im Mai und Juni jedoch nicht mehr dem spanischen Aufgebot an. Bei seiner zweiten Teilnahme 2023 bestritt er fünf von sechs Turnierspielen und zog mit der Mannschaft ins Finale ein, in dem man jedoch England unterlag.

### Erfolge
- Copa del Rey: 2020
- U19-Europameister: 2019
- U21-Vize-Europameister: 2023